# Nicolás Muñoz Avia
Nicolás Muñoz Avia (Madrid, 1962) es un director de cine, guionista y escritor español. 

## Biografía
Comenzó su trayectoria profesional en el mundo de la fotografía a las órdenes de directores como: José Luis Borau, Jaime de Armiñan, Antonio Mercero, Basilio Martín Patino, o Mario Camus. Posteriormente abandonó sus trabajos como cámara para dedicarse a tareas de director, productor y guionista. Hasta la fecha ha escrito y dirigido seis cortometrajes, y nueve largometrajes. Entre ellos destacan Rewind, una comedia estrenada en 1998; el documental El milagro de San Lázaro, grabado en Cuba al igual que otros dos de sus trabajos; o el documental Antonio López, apuntes del natural, que tuvo una gran repercusión tras su estreno en cines y su emisión por RTVE en 2019. Su labor de guionista se ha visto complementada con la publicación de la novela Cenizas, tras ganar el IV Premio Javier Tomeo de Novela en 2008, y con su segunda novela, Descendientes, publicada en 2018.

## Filmografía
Como director y guionista
- Solos (2020). Mediometraje documental. Con el apoyo del Ayto de Madrid.

- De puertas adentro, apuntes sobre Amalia Avia (2019). Cortometraje documental sobre la pintora Amalia Avia, coproducido con Televisión Castilla-La Mancha.

- Antonio López, apuntes del natural (2018). Largometraje documental sobre el artista Antonio López. Coproducción con TVE y Televisión Castilla-La Mancha, con el apoyo de la Comunidad de Madrid.
- Óleo, madera y fuego. Apuntes sobre Lucio Muñoz (2018). Cortometraje documental sobre el pintor Lucio Muñoz.
- Pequeñas lecciones (2018)  Mediometraje documental sobre los refugiados saharauis. Con el apoyo del Ayto de Madrid.
- El milagro de San Lázaro (2015-16) Largometraje documental grabado el día de San Lázaro en Cuba. Miradas doc (2017) Krakow Festival (2017) PREMIO DEL JURADO Ismailia Film Festival (2017) Aegean Docs (2017) Festival de cine de Madrid PNR (2017) TIFF (2017) Albania.
- Laberintos (2015-17) Largometraje documental sobre los trastornos de la alimentación.
- Juntos y revueltos (2014) Largometraje documental (66min.) Premio Mejor documental Festival LGCM 2015 Madrid, Festival Internacional de Cine de La Habana, Festival Miradasdoc, en Tenerife,  Zinegoak, en Bilbao, Festival Mix, en Brasil, Festival Un lugar sin límites, en Ecuador, Livercine, en Buenos Aires, Cinehomo, en Valladolid, Festival LGCM, en Madrid, Festival FICGLB, en Barcelona.
- El maestro saharaui  (2011) Largometraje documental (76min.) Latino Film Festival San Diego, Havana Film Festival, Cine Pobre Gibara, Fisahara 2012, Busan International Film Festival, MUCES, Premio Mejor documental IBAFF 2013.
- Animales de compañía[6] (2008) Largometraje (93min) con Nancho Novo, María Botto, Miguel Rellán, Mireia Ros. Sección oficial SEMINCI 2008.
- El viaje de Susu (2002) (55 min) Largometraje documental. Premio del público en el Festival de la infancia y la juventud FICI.
- Rewind (1999) Largometraje (94 min) con Daniel Guzmán, María Adánez, Tristán Ulloa, Enrique Simón y Paz Gómez. Premio mejor película Festival  de cine de l´'Alfàs del Pi.

Como guionista
- Operación salida (2003). Obtiene el segundo puesto en el IV Premio Pilar Miró convocado por la Academia de TV.
- Gol sur (2001). Proyecto de guion de largometraje subvencionado por el ICAA con una ayuda para desarrollo de guion.
- El efecto Stanislavsky (2000). Proyecto de guion de largometraje subvencionado por el ICAA con una ayuda para desarrollo de guion.
- Siete días en La Habana (1996). Largometraje. Coguionista junto a Rafael Herrero y Lilian Rosado. Para la productora Audiovisuales Neblí.
- Una piraña en el bidé (1996) de Carlos Pastor. Coguionista.
- 7 capítulos de la serie Ay Señor, Señor (1992-94), para Andrés Pajares y Antena 3 TV

Cortometrajes
- En el trastero, Cortometraje 35 mm (1992). Interpretado por la niña Cristina Cruz.
- América, Cortometraje 35 mm (1991). Interpretado por niños. (Premio Villa de Madrid)
- No somos nadie, Cortometraje 35 mm (1986). Con Miguel Rellán, Raúl Fraire y Felipe Vélez (Premio mejor película española Festival de Huesca. Premio mejor película Festival de Carabanchel)
- Una tarde, Cortometraje 35 mm (1983). Con Francisco Rabal, Enrique Simón, Isabel Ordaz (Premio a la mejor película en el Festival de Elche. Mención especial en el Festival de Bilbao)
- El viejo, Cortometraje 35 mm (1980). Con Iñaki Miramón.

## Novelas
- Descendientes[7], 2018. Automática Editorial, que según el programa de RNE Artesfera es "una novela que reflexiona sobre el abandono, la ausencia y la identidad con una escritura valiente"[8]
- Cenizas, 2008 Editorial Gens. Un jurado compuesto por María Luisa Blanco, Blanca Berasategui, Fernando Rodríguez Lafuente, Ramón Pernás y Alfonso Fernández Burgos concedió a esta obra el IV Premio Javier Tomeo de novela por su "escritura concisa, visible y actual".